# Ludwig von Salm-Hoogstraeten
Le comte Ludwig Albrecht Constantin Maria von Salm Hoogstraeten, ou plus simplement comte Salm, né le 24 février 1885 à Bad Homburg vor der Höhe et mort le 23 juillet 1944 à Budapest, est un joueur de tennis autrichien.

## Biographie
Fils d'un officier prussien de la cavalerie dans la guerre franco-prussienne et de la baronne Adolphine von Erlanger, Ludwig a trois frères : Otto, Alfred et Alexander. Otto et Alexander étaient d'ailleurs également joueurs de tennis et ont formé une équipe de double championne d'Autriche qui a participé aux championnats US indoor de 1914. Ainé de la fratrie, il hérita de la plus grande partie de la fortune familiale.
Au cours de la Première Guerre mondiale, le comte Salm a servi comme officier des dragons dans l'armée autrichienne et comme aide militaire du gouverneur de Vienne où il s'installe après la guerre. Sans nouvelles de lui à la suite du conflit, il est un temps supposé mort dans l'aviation autrichienne sur le front italien. Il perd beaucoup de sa fortune et de ses propriétés aux jeux de cartes du Jockey club. Il épouse Anne-Marie von Kramsta le 30 juin 1909 puis se remarie secret à New York le 8 janvier 1924 à la richissime héritière Millicent Rogers (en), fille d'un colonel de l'armée américaine et petite-fille de l'homme d'affaires et millionnaire Henry Huttleston Rogers. Il est alors décrit par la presse américaine comme un acteur au chômage fauché et « chercheur d'or ». Ils ont ensemble un fils, Peter (1924-1994). Après seulement quatre mois de vie commune, le couple se sépare. Fin 1925, le New York Herald annonce que le comte aurait l'intention de demander en mariage la championne Suzanne Lenglen qu'il connait depuis plus de 10 ans, après avoir perdu plusieurs matchs contre elle à Vienne. Les principaux intéressés se sont empressés de publier un démenti. Il connait ensuite un procès en divorce très médiatisé avec Mme Rogers, finalisé en avril 1927.
Son ami le comte Alexander Kolowrat, producteur de films et propriétaire de Sascha-Film, encouragea Kertész Mihály à offrir à Ludwig un rôle dans trois longs métrages aux côtés de Lucy Doraine (en). En 1929, Ludwig publie un livre consacré à son fils intitulé Mein lieber Peter ... beichte eines vaters (Mon cher Peter... confession d'un père).
A Vienne, il a donné des leçons privées de fair-play aux enfants. Après sa déroute financière, il s'installe à Budapest où il commence un commerce de vins. Le comte loue alors une chambre avec balcon au deuxième étage de l'hôtel Dunapalota-Ritz duquel il saute le 23 juillet 1944 et meurt immédiatement. Ce geste a plusieurs explications : soit il s'est suicidé pour fuir les nazis qui venaient l'arrêter à cause de son ascendance juive (selon le Winona Daily News, 1969), soit car les nazis voulaient le recruter comme espion, ce qu'il a refusé (selon son ami Sidney Wood). Pour d'autres encore, le comte était un collaborationniste nazi et avide antisémite et a eu peur des représailles de l'après-guerre (version du Jewish Criterion, 1944).
Ludwig von Salm-Hoogstraeten fut enterré le 28 juillet 1944 ; ses funérailles suscitèrent largement la controverse.

## Carrière
En 1907, le comte Salm est inscrit en tant que seul participant étranger au Championnat des Etats-Unis mais déclare finalement forfait.
Il atteint les quarts de finale aux Jeux olympiques de 1912 dans le tournoi sur terre battue ; battu par le sud-africain Harold Kitson. Il est ensuite finaliste du tournoi de Bilbao, puis de celui de Barcelone en 1913 contre Max Decugis.
En 1914, il atteint la finale du championnat du monde de tennis sur terre battue en simple, sèchement battu par Anthony Wilding (6-0, 6-2, 6-4), et en double mixte avec Suzanne Lenglen, battus par Max Decugis et Elizabeth Ryan. Résidant de nombreux mois en France, sur la Riviera, il fait partie des joueurs étrangers autorisés à disputer le championnat de France. Il en atteint la finale (all comer's final) du simple messieurs mais perd contre Jean Samazeuilh.
Après la Guerre, il réapparait aux Internationaux d'Autriche en 1920 et remporte le tournoi. Plus prolifique en double, il s'adjuge aussi le championnat d'Allemagne avec Oskar Kreuzer. Il participe aussi à quelques tournois du Grand Chelem, notamment à Roland-Garros en 1926 et 1927 puis une dernière fois en 1932. Il participa aussi à la Coupe Davis avec l'équipe d'Autriche, jouant six rencontres entre 1924 et 1928.
Fantaisiste et souvent mauvais perdant, il est également connu pour ses changements d'attitude sur le terrain. Les clubs de tennis de la Côte d'Azur lui ont temporairement interdit l'accès pour manque de sportivité. Sa licence a été suspendue indéfiniment (puis levée quelques années plus tard) par la Fédération autrichienne de tennis car le comte ne s'était pas présenté à un match international à Breslau. À Vienne, Suzanne Lenglen, sa partenaire récurrente, a quitté le court à cause des insultes qu'il lui proférait. Il en est allé de même à Berlin avec son adversaire Herman Wetzel. Il a également provoqué le joueur irlandais Charles Scroope en Coupe Davis en discutant les décisions de l'arbitre. À Cannes également, il quitte lui-même le court à cause d'une balle passant au-dessus du court qui lui a prétendument fait perdre un point ; il revient finalement avec les rires du public. Enfin, sa partenaire Blanche Gladys Duddell s'est aussi plaint de son comportement.
Ce joueur excentrique et décalé est resté apprécié auprès du public aussi bien pour son comportement étrange que pour ses excès de colère. René Lacoste témoigne à son sujet que lors d'un tournoi à Lille peu avant la guerre, de nombreuses personnes s'étaient déplacées uniquement pour tenter d'assister à quelques fantaisies de la part de l'autrichien. Le voyant cependant parfaitement calme sur les courts, un de ses amis lui demandait chaque jour s'il se sentait bien. Il avait également pour curieuse habitude de changer régulièrement de chaussettes pendant ses matchs. Le journal Le Matin le décrit en 1914 comme « l'effroi vivant des ramasseurs de balles ».